# Lotte Friis
Lotte Friis (ur. 9 lutego 1988 w Hørsholm) – duńska pływaczka specjalizująca się w stylu dowolnym na dłuższych dystansach, brązowa medalistka olimpijska, mistrzyni i wicemistrzyni świata i mistrzyni Europy.
Największym jej sukcesem jest brązowy medal igrzysk olimpijskich w Pekinie w 2008 w wyścigu na 800 m stylem dowolnym oraz złoty medal mistrzostw świata w Rzymie w 2009 na dystansie 800 m kraulem. Jest też mistrzynią Europy z Debreczyna na 800 m stylem dowolnym na basenie 25-metrowym.